# 12367 Ourinhos
12367 Ourinhos este un asteroid din centura principală, descoperit pe 8 februarie 1994 de Orlando Naranjo.